# Lindsay Daenen
Lindsay Daenen, plus connue sous son nom d'artiste LindsaY, est une jeune chanteuse née le 12 juin 1994 en Belgique.
Elle prend des cours de guitare à Bruxelles (imagine asbl) et son professeur (Francis Jurdan) remarque ses qualités de chanteuse.
Elle demande à être enregistrée, et il lui propose pendant des congés de venir à son studio à liège faire un test sur la chanson Aller plus hautde Tina Arena. Le test fait le tour des écoles et de la famille et elle insiste pour tenter l'aventure Eurokids. 
Une semaine avant les clôtures d'inscription, elle enregistre au studio Jurdan son titre a cappella car elle n'a encore aucune musique.
Elle a gagné à la finale du concours Eurokids 2005. Elle a participé au Concours Eurovision de la chanson junior en 2005, en interprétant sa chanson Mes rêves.